# Push e-mail
Push e-mai este un sistem de e-mail care oferă o capacitate permanentă, în care mesajele e-mail noi sunt transferate (împinse) în mod activ de agentul de distribuire a poștei (MDA) numit și clientul de e-mail. Clienții de e-mail includ smartphone-uri și, mai puțin strict, aplicații IMAP personale de poștă electronică.

## Comparație cu secții de e-mail
E-mail de ieșire este, în general, împins de la expeditor la final de livrare e-mail agent (și, eventual, prin intermediar servere de mail) folosind Simple Mail Transfer Protocol. Dacă receptorul folosește o secțiune de livrare de e-mail protocol, pasul final din ultimul mail agent de livrare la client se face cu ajutorul unui sondaj de opinie. Post Office Protocol (POP3) este un exemplu al unei secții de livrare de e-mail protocol. La conectare și mai târziu, la intervale de, mail agent utilizator (client) sondaje de livrare e-mail agent (server) pentru a vedea dacă există mesaje noi, și dacă astfel de descărcări la o cutie poștală pe calculatorul utilizatorului. Extinderea "push" la ultima livrare pas este ceea ce distinge push e-mail de la secțiile de sisteme de e-mail.
Motivul pentru care sondajul este adesea folosit pentru ultima etapă a livrării prin poștă este că, deși agentul de livrare a poștei prin server ar fi, în mod normal, conectat permanent la rețea, acesta nu știe neapărat cum să găsească agentul de utilizator de poștă client, conectate ocazional și, de asemenea, schimbă adresa rețelei destul de des. De exemplu, unui utilizator cu laptop conectat la o conexiune Wi-Fi i se pot atribui periodic adrese diferite de la serverul DHCP de rețea și nu au nume de rețea persistente. Când e-mail nou ajunge la serverul de e-mail, nu știe ce adresă este atribuită clientului. 
Protocolul de acces la mesaje Internet (IMAP) oferă suport pentru sondaj și notificări. Când un client primește o notificare de la un server, clientul poate alege să preia datele noi de pe server. Acest lucru face ca recuperarea de mesaje noi să fie mai flexibilă decât un sistem pur push, deoarece clientul poate alege să descarce date noi de mesaje. 

## Utilizatori mobili
Deși e-mailul push a existat timp de mulți ani în sistemele bazate pe cablu, una dintre primele utilizări ale sistemului cu un dispozitiv portabil, "întotdeauna pe" wireless, în afara Asiei, era serviciul BlackBerry de la Research In Motion . În Japonia, "push email" a fost standard în telefoanele mobile din 2000. 

### iOS
Apple iPhone, iPad și iPod Touch suportă Hotmail push email. Până la începutul anului 2013, ei au sprijinit e-mailurile push Gmail (prin Google Sync) și platforma Microsoft Exchange ActiveSync, permițându-le să sincronizeze e-mailurile, calendarele și contactele cu serverele de poștă electronică, cum ar fi Microsoft Exchange Server, Kopano, Zimbra și Kerio Connect .  Serviciul iCloud de la Apple oferă suport pentru e-mail push, contacte și calendare,  deși, din 24 februarie 2012, acest lucru a fost temporar dezactivat în Germania din cauza proceselor.  Cu toate acestea, prin configurarea unui cont nou utilizând IMAP IDLE, e-mailul push este restabilit.

### BlacMail
BlacMail, de la al cincilea C, este o soluție prin e-mail push care suportă toate sistemele majore de e-mail publice și se adresează telefoanelor de consum pe piața de masă. Soluția este unică prin faptul că un singur client acceptă atât SMS, cât și GPRS ca purtător de mesaje, atribute importante în piețele mobile cu cea mai rapidă dezvoltare, cum ar fi India. 

### Android
Aplicația Gmail încorporată de Android utilizează serviciul Google Cloud Messaging pentru a împinge mesajele e-mail pentru conturile Gmail stabilite pentru sincronizarea cu telefonul. Android suportă, de asemenea, conturile Microsoft Exchange nativă prin aplicația de mail implicită. Atunci când este configurat "Push", e-mailurile care sosesc în căsuța poștală Microsoft Exchange sunt împinse instantaneu pe dispozitiv. Evenimentele din calendar sincronizează ambele căi între Exchange și dispozitiv. 
Yahoo Mail poate fi trimis pe un dispozitiv Android, deoarece Android acceptă acum IMAP4 (din septembrie 2015).  O alternativă pentru Yahoo Mail este de a instala aplicația gratuită Yahoo Mail, care oferă e-mail push instant. Numeroși utilizatori Yahoo s-au plâns că împingerea nu funcționează în mod credibil; Yahoo a atribuit această problemă serverului mai degrabă decât aplicația Smartphone. 
În 2010, Hotmail și înlocuirea acestuia, Outlook.com, au fost configurate push pentru smartphone-urile Android prin aplicația implicită de e-mail. 
K-9 Mail, o aplicație open source pentru Android, oferă suport pentru IMAP IDLE. 

### Helio Ocean
Helio a început să adauge suport pentru "fișierele primite" de la mFluent LLC pentru trimiterea de e-mailuri către Helio Ocean în iulie 2007, cu suport pentru Yahoo! Mail, Windows Live Hotmail și AOL Mail . În 23 aprilie 2008, a fost adăugat suport push pentru Gmail, împreună cu notificări automate pentru serviciile POP și IMAP . 

### Windows Mobile și Windows Phone
Microsoft a început să ofere o notificare prin e-mail în timp real cu Windows Mobile 2003 (trimiterea de mesaje SMS atunci când a sosit noul e-mail), apoi a înlocuit-o cu o experiență simulată de împingere ( long polling ) în 2007 cu lansarea Windows Mobile 5 AKU2  " Tehnologie Direct Push ". Tehnologia "Direct Push" este o caracteristică suplimentară adăugată la Microsoft Exchange 2003 cu pachetul service pack 2 care adaugă funcții de mesagerie și de securitate. Un dispozitiv telefon care rulează Windows Mobile 5 este activat pentru a sondaja Exchange Server la fiecare 30 de minute. Dacă e-mailul ajunge în intervalul de interogare, acesta este tras imediat, utilizând contul existent de telefon fără fir al abonatului. Acest lucru permite dispozitivului să aibă un IP în schimbare sau să traverseze NAT / Proxy. Pentru a obține e-mailuri push cu alți furnizori de e-mail decât Exchange, există un plug-in disponibil comercial de la Emansio, care permite trimiterea de mesaje prin e-mail cu aproape orice furnizor de e-mail public sau orice server de e-mail care acceptă IMAP IDLE. 

### Nokia Symbian Series 60
Unele modele Nokia Symbian S60 suportă funcționalitatea IMAP IDLE de bază cu clientul său încorporat. Dar pe telefoanele mai noi E72, E52 etc. această funcție este întreruptă, deoarece conexiunea la serverul de e-mail este închisă (probabil chiar în afara aplicației de poștă electronică) și nu a fost niciodată restaurată. 

#### Nokia Mail pentru Exchange
Nokia și modelele selectate de smartphone-uri Nseries și telefoanele Symbian și Symbian ^ 3 care rulează symbian os 9.x sau Symbian ^ 3 suportă software-ul Mail for Exchange, compatibil cu Active Sync și Direct Push pentru Microsoft Exchange Server. Telefoanele inteligente Nokia pentru a primi e-mail push, precum și pentru a sincroniza liste de contacte, calendare și sarcini cu serverele Exchange. Căutarea globală a adreselor este, de asemenea, acceptată, începând cu versiunea 2 a programului Mail for Exchange. 

#### Mesaje Nokia
Nokia Messaging Email este un serviciu de e-mail push și o aplicație client care suportă majoritatea furnizorilor de e-mail populare precum Windows Live Hotmail, Yahoo! Mail, Gmail și multe altele. Serverele de mesagerie Nokia agregatează mesaje de la până la zece conturi și le împinge către dispozitive compatibile (Nokia S60 și unele S40, plus dispozitive bazate pe Maemo, cum ar fi N900).   Începând cu luna august 2012, Nokia Messaging Email este în curs de a fi eliminat. 

### Palm OS
Dispozitivele Palm Smartphone au fost disponibile prin IMAP IDLE  prin utilizarea programului ChatterEmail de la terțe părți încă din 2004. Nu este necesar un software de server suplimentar. 

### Palm webOS
Palm Pre webOS are e-mail push pentru conturile Gmail, IMAP și Exchange. 

### Peek Mail
Peek Inc. are aplicații native de tip push pe Android (încă în Beta), Mediatek, Spreadtrum, MStar Semiconductor și Qualcomm Binary Runtime Environment for Wireless . Această aplicație funcționează cu orice server de mail, inclusiv Hotmail, AOL, Yahoo, Gmail etc., cu suport pentru Microsoft Exchange. 

### BlackBerry
BlackBerry utilizează dispozitive de utilizator de poștă electronică și un BlackBerry Enterprise Server (BES) atașat la un sistem tradițional de e-mail. BES monitorizează serverul de e-mail și atunci când vede un e-mail nou pentru un utilizator BlackBerry, acesta extrage (trage) o copie și apoi îl împinge către dispozitivul handheld BlackBerry prin rețeaua fără fir. 
BlackBerry a devenit foarte popular, în parte pentru că oferă utilizatorilor de e-mail "instant" de la distanță; pe dispozitiv apar noi e-mailuri imediat ce sosesc, fără a fi necesară intervenția utilizatorului. Dispozitivul portabil devine o copie mobilă, actualizată dinamic, a căsuței poștale a utilizatorului. Ca urmare a succesului BlackBerry, alți producători au dezvoltat sisteme de e-mail push pentru alte dispozitive portabile, cum ar fi telefoanele mobile Symbian și Windows Mobile. Cu toate acestea, ele acceptă doar e-mail push pentru anumite servicii de e-mail. 
Odată cu lansarea sistemului de operare BlackBerry 10 pentru noua sa generație de dispozitive mobile, BES nu mai este disponibil pentru livrarea prin e-mail a clienților non-corporate. În schimb, BlackBerry 10 oferă POP, IMAP sau ActiveSync pentru transferul de e-mail către și de la un dispozitiv. Dintre acestea, ultimele două pot furniza livrarea e-mail push dacă serverul o acceptă. Comprimarea datelor nu mai este furnizată. 

### SEVEN Networks
SEVEN Networks acceptă e-mailuri pentru consumatori și companii, inclusiv Gmail, Yahoo Mail, Windows Live (Hotmail, Live.com, MSN), AOL, Microsoft Exchange, IBM Lotus și alți furnizori de e-mail local pe Android, bada, Brew, J2ME, Symbian și dispozitive Windows Mobile. 

### Sony Ericsson
Telefoanele Sony Ericsson (M600, P990, W950, P900, W960, W950, G900, G900, G900, G900, G900, G900, G900 și G900), precum și unele telefoane Cyber-shot (K790, K800, K810, built-in client ActiveSync (dezvoltat de Dataviz). Cele mai multe telefoane Sony Ericsson suportă destul de bine e-mailurile IMAP IDLE (numai căsuțele primite). 

### Alte soluții mobile
Alte soluții de e-mail push disponibile pe piață în prezent sunt Emoze, NotifyLink, Mobiquus, SEVEN Networks, Atmail, Tehnologie bună și Synchronica . 
NotifyLink acceptă următoarele backend: Axigen, CommuniGate Pro, Kerio Connect, MDaemon Messaging Server, Maker ședințe, Microsoft Exchange 2000/03/07, Mirapoint, Novell GroupWise, Oracle, Scalix, Sun Java System Communications Suite, și Zimbra, plus alte soluții numai pentru e-mail. Dispozitivele mobile / sistemele de operare acceptate includ Windows Mobile, BlackBerry, Symbian OS și Palm OS . 
Mobiquus este un client de e-mail push bazat pe tehnologia J2ME . De asemenea, poate vizualiza majoritatea atașamentelor (imagini, clipuri video, fișiere Office etc.) fără a fi nevoie să aveți alte aplicații instalate pe telefon. 
Bunele tehnologii de mesagerie mobilă (cunoscute anterior sub numele de GoodLink) acceptă Microsoft Exchange 2000, 2003 și 2007, precum și Lotus Notes. 
Visto suportă Exchange 5.5 / 2000/2003, Domino toate versiunile și funcționează cu orice e-mail ISP.  
Synchronica oferă o soluție de e-mail și de sincronizare bazată exclusiv pe clienți, bazată exclusiv pe standarde industriale deschise. Produsul lor de bază, Mobile Gateway, acceptă standardele de e-mail push precum IMAP, IDLE și OMA EMN, precum și sincronizarea PIM utilizând OMA DS (SyncML). Spre backends, suportă POP, IMAP, Microsoft Exchange și Sun Communications Suite. 
Atmail oferă un server complet de poștă electronică, calendar și de contact pentru Linux. De la licențierea ActiveSync de la Microsoft, Atmail oferă capabilități Push mail pentru a părăsi serverele IMAP, cum ar fi Dovecot, Courier, UW-IMAP și multe altele. 
O altă companie care oferă o soluție prin e-mail push este Critical Path, Inc. sub numele de brand Memova Mobile. Singura cerință a acestui lucru este că telefonul are capacități GPRS și MMS. 
Majoritatea acestor soluții neprotejate sunt independente de rețea, ceea ce înseamnă că atâta timp cât un dispozitiv este activat de date și are un client de e-mail, acesta va avea capacitatea de a trimite/primi e-mailuri în orice țară și prin orice companie de telefonie care are servicii de date pe rețeaua sa. De asemenea, înseamnă că, atâta timp cât dispozitivul nu este blocat în SIM (în cazul sistemelor GSM ), constrângerile BlackBerry, cum ar fi blocarea rețelei, blocarea furnizorilor (dispozitive BlackBerry și dispozitivele BlackBerry Connect) și tarifele de date în roaming - accesul la domiciliu) nu reprezintă o problemă. Pentru un sistem GSM, instalați o cartelă SIM adecvată pentru locație, dispuneți de setările APN corecte, iar corespondența dvs. va fi livrată la tarife locale. 

#### Emoze
Emoze este o aplicație de serviciu push push service în care puteți alege telefonul, operatorul și rețeaua dvs. Această soluție mobilă se bazează pe un proces de sincronizare brevetat (numărul de publicație US 2007/0208803 A1  ) care permite trimiterea de e-mailuri sincronizate pe o gamă largă de dispozitive mobile prin intermediul oricărui operator de rețea mobilă. Acest lucru permite utilizatorilor de dispozitive mobile să trimită și să primească date din mai multe conturi de e-mail, păstrând în același timp informațiile lor personale (contacte și calendar) sincronizate. Acesta permite utilizatorului să gestioneze mai multe conturi (ISP,  GMAIL, YAHOO termină altele). Emoze suportă aproape orice telefon mobil activat și nu se limitează la smartphone-uri . Utilizând această soluție, utilizatorii de dispozitive mobile pot vizualiza e-mailuri formatate HTML și pot descărca și vizualiza atașamente, imagini, muzică, documente în funcție de capabilitățile dispozitivului și / sau au acces la listele de contacte din rețelele sociale precum Facebook, MySpace, Bebo, Orkut și altele. 
Tehnologia Emoze, numită Smart Routing, a fost concepută pentru a oferi o mesagerie fără probleme și securizată pentru utilizatorii finali. Datele sunt sincronizate în mod constant, în timp real, numai atunci când dispozitivul mobil este pornit și conectat la Internet. Confidențialitatea utilizatorului este protejată și securizată prin activarea mesajelor de la serverul de poștă originare către dispozitivul mobil, fără a fi stocat pe un server intermediar. Datele private nu sunt stocate pe un server terț, evitând astfel pierderea de date și corupția. Ori de câte ori există un eveniment nou (e-mail, contact sau calendar) pe serverul de poștă electronică sau pe dispozitivul mobil, sincronizarea este procesată imediat. 
Emoze a fost prima soluție de e-mail push pentru dispozitivele mobile fără software de tip server . 

## Simularea folosind e-mailurile tradiționale
Clienții tradiționali de poștă mobilă pot face sondaj pentru e-mailuri noi la intervale frecvente, cu sau fără descărcarea e-mailului către client, oferind astfel o experiență similară cu cea a adresei de e-mail push. 
IMAP permite trimiterea în orice moment a mai multor notificări, dar nu și a datelor de mesaj. Comanda IDLE este adesea utilizată pentru a semnala capacitatea unui client de a procesa notificările trimise în afara unei comenzi care rulează, ceea ce oferă în mod eficient o experiență de utilizator identică cu cea a push-ului. 

## Protocoale
Spre deosebire de e-mailurile tradiționale , majoritatea protocoalelor utilizate în sistemele curente populare sunt deținute. De exemplu, BlackBerry utilizează propriile protocoale private. Atât standardul Push-IMAP, cât și componentele standardelor SyncML încearcă să dezvolte soluții mai deschise. 
IETF Lemonade este un set de extensii pentru IMAP și SMTP pentru a le face mai potrivite cerințelor de e-mail mobil. Printre extensii se numără resincronizarea rapidă IMAP și o nouă comandă NOTIFY în IMAP. 